# Incahuasi (Apurímac)
Incahuasi (quechua Inca, wasi casa, "casa de Inca", Inka Wasi o Inkawasi) es una montaña ubicada en la cordillera del Vilcabamba en los Andes del Perú, cuya cima alcanza los 4.315 metros (14.157 pies) sobre el nivel del mar. Está situado en el distrito de Cachora, provincia de Abancay, Región Apurímac.
La montaña se encuentra en la orilla del río Apurímac, frente al sitio arqueológico de Choquequirao. En su ladera norte hay un pequeño sitio arqueológico llamado Inka Raqay. Los turistas también se sienten atraídos por el punto de vista de Incahuasi, que ofrece buenas vistas del valle del Apurímac, Choquequirao y Padreyoc.
El acceso al sitio arqueológico de Inka Wasi, tambien conocido por los lugareños como Inkaraccay, es por trocha carrozable a través de la comunidad campesina de Pantipata Inka Wasi en Cachora. Notar como la comunidad campesina toma el nombre de las mismas ruinas 

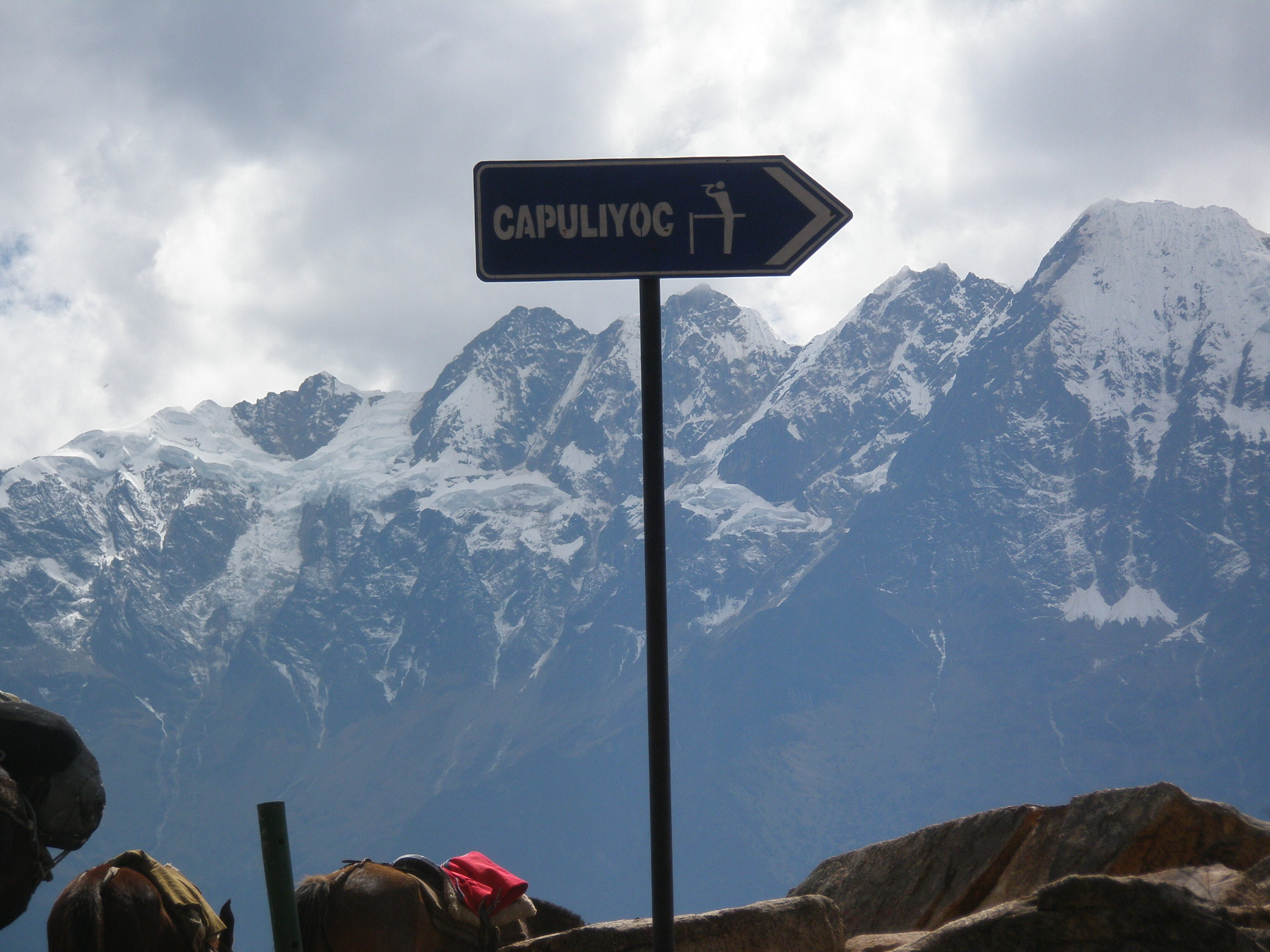